# Чепенене, Станислава Валенто
Станислава Валенто Чепенене (лит. Stanislava Čepėnienė; род. 1924) — советский передовик производства, ткачиха Паневежского льнокомбината Министерства лёгкой промышленности Литовской ССР. Депутат Верховного Совета СССР 6-го созыва. Герой Социалистического Труда (1971).

## Биография
Родилась в 1924 году в Литовской Республике в рабочей литовской семье.
С 1939 года после получения начального образования начала свою трудовую деятельность в должности рабочей, в последующем работала в сфере торговли — продавщицей, официанткой и кассиром в столовой, с 1948 года работала заведующей клубом-читальней и библиотекой.
С 1957 года начала работать ткачихой на Паневежском льняном комбинате в городе Паневежис, которое являлось одним из крупнейших предприятий лёгкой промышленности в Литовской ССР. С. В. Чепенене на предприятии стала высококвалифицированным специалистом по промышленному изготовлению ткани в основном льна на ткацком станке, много лет подряд С. В. Чепенене была передовиком производства и занимала лидирующие позиции среди ткачих Паневежского льнокомбината в социалистическом соревновании. С 1966 по 1970 годы  по итогам работы в восьмой пятилетке С. В. Чепенене стала одним из ведущих специалистов в Литовской республике.
1 октября 1965 года Указом Президиума Верховного Совета СССР «за большие достижения в развитии производства тканей, улучшения качества продукции, разработку и внедрение в производство более совершенных технологических процессов» Станислава Валенто Чепенене была награждена орденом Трудового Красного Знамени.
5 апреля 1971 года Указом Президиума Верховного Совета СССР «за выдающиеся успехи в досрочном выполнении заданий пятилетнего плана и большой творческий вклад в развитие производства тканей, трикотажа, обуви, швейных изделий и другой продукции лёгкой промышленности» Станислава Валенто Чепенене была удостоена звания Героя Социалистического Труда с вручением ордена Ленина и золотой медали «Серп и Молот».
С 1962 по 1966 год избиралась депутатом Совета Национальностей Верховного Совета СССР 6-го созыва от Литовской ССР.
После выхода на пенсию проживала в городе Паневежисе в Литве.

## Награды
- Медаль «Серп и Молот» (05.04.1971)
- Орден Ленина (05.04.1971)
- Орден Трудового Красного Знамени (01.10.1965)